# Göran Janzon
Göran Janzon, född 1945, är författare, teol dr. och tidigare rektor vid Örebro Missionsskola. Han är verksam som lärare i missionskunskap och frikyrkohistoria vid Örebro Teologiska Högskola och Missionsinstitutet. Han har tidigare varit verksam som missionär i Centralafrikanska republiken.